# Royal Standard Club pâturageois
Maillots
Dernière mise à jour : 5 Octobre 2019.
Le Royal Standard Club pâturageois est un club de football belge basé à Pâturages. Lors de la saison 2019-2020, il évolue en première provinciale. Le club porte le matricule 1801 et a disputé dix saisons dans les divisions nationales, toutes en Promotion.

## Histoire
Le club est fondé au début de l'année 1931 sous le nom de Standard Club pâturageois. Il s'affilie à l'Union belge le 16 octobre 1931 et reçoit le matricule 1801. Le club débute en championnat la saison suivante au plus bas niveau régional. Il progresse lentement dans la hiérarchie provinciale jusqu'à remporter le titre de première provinciale en 1978, lui permettant d'accéder pour la première fois de son Histoire à la Promotion, le quatrième et dernier niveau national.
Les débuts en Promotion sont difficiles pour le club, qui se sauve de justesse lors de ses deux premières saisons disputées à ce niveau. Il réalise une bonne saison 1980-1981, conclue à la cinquième place. Cette performance constitue encore aujourd'hui le meilleur classement historique du club. Dans la foulée, le club est reconnu « Société royale » et prend le nom de Royal Standard Club pâturageois. Les saisons suivantes sont moins bonnes pour l'équipe, qui recule en milieu de classement. Lors de la saison 1984-1985, il termine à la treizième place, à égalité de points et de victoires avec le Willebroekse SV. Un test-match est organisé sur le terrain du KSC Grimbergen pour les départager et déterminer lequel des deux clubs terminera quatorzième. Les hennuyers s'inclinent 1-0 et sont donc relégués en première provinciale après sept saisons de présence en Promotion.
Après sa relégation, le RSC pâturageois ne parvient pas à lutter pour revenir en nationales. Il descend quelques années plus tard en deuxième provinciale et chute jusqu'en « P3 » en 1996. Le club remonte au deuxième échelon provincial un an plus tard et remporte ensuite le titre dans sa série en 2002 pour revenir parmi l'élite hennuyère. Cinq ans plus tard, le club remporte le titre provincial, synonyme de retour en Promotion vingt ans après l'avoir quittée.
Le retour au niveau national est de courte durée pour le club. Après deux saisons tranquilles conclues en milieu de classement, il doit de nouveau lutter pour son maintien lors du championnat 2009-2010. Le club termine finalement à la treizième place, normalement qualificative pour les barrages de maintien. Mais dans une série réduite à 15 clubs à la suite du repêchage du KSC Wielsbeke en Division 3, elle devient une place de relégable direct, renvoyant ainsi le club vers les séries provinciales après trois années passées en Promotion. En 2012, le club descend en deuxième provinciale.

## Résultats dans les divisions nationales

Logo

Statistiques mises à jour le 21 juin 2013

### Bilan
| Niv | Divisions     | Jouées | Titres | TM Up | TM Down |
| --- | ------------- | ------ | ------ | ----- | ------- |
| I   | 1re nationale | 0      | 0      |       |         |
| II  | 2e nationale  | 0      | 0      |       |         |
| III | 3e nationale  | 0      | 0      |       |         |
| IV  | 4e nationale  | 10     | 0      |       | 1       |
| V   | 5e nationale  | 0      | 0      |       |         |
|     |               |        |        |       |         |
|     | TOTAUX        | 10     | 0      | 0     | 1       |

- TM Up : test-match pour départager des égalités, ou toutes formes de Barrages ou de Tour final pour une montée éventuelle.
- TM Down : test-match pour départager des égalités, ou toutes formes de Barrages ou de Tour final pour le maintien.

### Classements
| Ordre               | Saison  | Nom du club       | Niveau            | Classement final | Remarques |
| ------------------- | ------- | ----------------- | ----------------- | ---------------- | --------- |
| 1                   | 1978-79 | SC pâturageois    | Promotion série B | 13e/16           |           |
| 2                   | 1979-80 | SC pâturageois    | Promotion série A | 12e/16           |           |
| 3                   | 1980-81 | R. SC pâturageois | Promotion série C | 5e/16            |           |
| 4                   | 1981-82 | R. SC pâturageois | Promotion série A | 11e/16           |           |
| 5                   | 1982-83 | R. SC pâturageois | Promotion série B | 12e/16           |           |
| 6                   | 1983-84 | R. SC pâturageois | Promotion série D | 10e/16           |           |
| 7                   | 1984-85 | SC pâturageois    | Promotion série B | 14e/16           | Relégué!  |
| séries provinciales |         |                   |                   |                  |           |
| 8                   | 2007-08 | R. SC pâturageois | Promotion série D | 12e/16           |           |
| 9                   | 2008-09 | R. SC pâturageois | Promotion série A | 10e/16           |           |
| 10                  | 2009-10 | R. SC pâturageois | Promotion série A | 13e/15           | Relégué!  |
| séries provinciales |         |                   |                   |                  |           |